# Calendarul ortodox
Calendarul ortodox descrie și dictează ritmul vieții Bisericii Ortodoxe. Texte din Sfânta Scriptură, sfinți și evenimente de comemorare sunt asociate cu fiecare zi a anului și, de multe ori, asociate cu reguli speciale de post sau sărbătoare care corespund cu ziua săptămânii sau cu perioada din an în raport cu zilele principale de sărbătoare (cum ar fi Paștele).
Există două tipuri de sărbători în calendarul Bisericii Ortodoxe: fixe și mobile. Sărbătorile fixe au loc în aceeași zi calendaristică în fiecare an, în timp ce sărbătorile mobile se schimbă în fiecare an. Sărbătorile mobile sunt, în general, relative la Paște și astfel ciclul sărbătorilor mobile este denumit ciclul Pascal.
În prezent există trei calendare care se folosesc în cadrul Bisericii Ortodoxe: Calendarul iulian („Stil vechi”: Ierusalim, Rusia, Serbia, Georgia, Polonia, Sinai, Ucraina și Japonia), Calendarul iulian revizuit („Stil nou”: Constantinopol, Alexandria, Antiohia, România, Bulgaria, Cipru, Grecia, Albania, Cehia și Slovacia și Biserica Ortodoxă din America) și Calendarul gregorian („Stil nou”: Finlanda și Estonia). 
Calendarul ortodox începe cu Indictionul, la 1 septembrie. Anul bisericesc nu este identic cu anul liturgic. Spre deosebire de anul bisericesc, anul liturgic începe în ziua de Paști. Anul Nou bisericesc a fost instituit la Sinodul I Ecumenic de la Niceea, când s-a decis să se sărbătorească în data de 1 septembrie.
| Septembrie | 1 2 3 4 5 6 7 8 9 10 11 12 13 14 15 16 17 18 19 20 21 22 23 24 25 26 27 28 29 30    |
| Octombrie  | 1 2 3 4 5 6 7 8 9 10 11 12 13 14 15 16 17 18 19 20 21 22 23 24 25 26 27 28 29 30 31 |
| Noiembrie  | 1 2 3 4 5 6 7 8 9 10 11 12 13 14 15 16 17 18 19 20 21 22 23 24 25 26 27 28 29 30    |
| Decembrie  | 1 2 3 4 5 6 7 8 9 10 11 12 13 14 15 16 17 18 19 20 21 22 23 24 25 26 27 28 29 30 31 |
| Ianuarie   | 1 2 3 4 5 6 7 8 9 10 11 12 13 14 15 16 17 18 19 20 21 22 23 24 25 26 27 28 29 30 31 |
| Februarie  | 1 2 3 4 5 6 7 8 9 10 11 12 13 14 15 16 17 18 19 20 21 22 23 24 25 26 27 28 (29)     |
| Martie     | 1 2 3 4 5 6 7 8 9 10 11 12 13 14 15 16 17 18 19 20 21 22 23 24 25 26 27 28 29 30 31 |
| Aprilie    | 1 2 3 4 5 6 7 8 9 10 11 12 13 14 15 16 17 18 19 20 21 22 23 24 25 26 27 28 29 30    |
| Mai        | 1 2 3 4 5 6 7 8 9 10 11 12 13 14 15 16 17 18 19 20 21 22 23 24 25 26 27 28 29 30 31 |
| Iunie      | 1 2 3 4 5 6 7 8 9 10 11 12 13 14 15 16 17 18 19 20 21 22 23 24 25 26 27 28 29 30    |
| Iulie      | 1 2 3 4 5 6 7 8 9 10 11 12 13 14 15 16 17 18 19 20 21 22 23 24 25 26 27 28 29 30 31 |
| August     | 1 2 3 4 5 6 7 8 9 10 11 12 13 14 15 16 17 18 19 20 21 22 23 24 25 26 27 28 29 30 31 |